# Everest Ascent
Everest Ascent est un jeu vidéo d'aventure et de stratégie sorti en 1983 sur Commodore 64 et ZX Spectrum. Il s'agit d'un jeu développé par Richard Shepherd Software dont le but était d'atteindre le sommet du mont Everest en moins de vingt jours en gérant correctement ses ressources pour conserver ses Sherpas.